# Novela de Inglaterra
La novela es un género literario que cobró auge en Inglaterra a partir del siglo XVIII, con autores como Jonathan Swift y Daniel Defoe, considerados los "padres" de la novela inglesa.

## ElsigloXVIII:Literatura augustayLa Era Johnson
En el siglo XVIII se dieron las primeras grandes novelas en inglés. El comienzo de siglo (1700 a 1730 aproximadamente), coincidiendo con las entronizaciones de los dos primeros Hannover, Jorge I y Jorge II Augusto, fue llamado por el poeta Alexander Pope la Era Augusta, pues en ella se inició una edad de oro que se comparaba con la experimentada por las letras latinas bajo el emperador Augusto. Dentro de esa tradición, a principios de siglo aparecen Robinson Crusoe y Moll Flanders de Defoe, y Los viajes de Gulliver de Jonathan Swift, que siguen la tradición de la Restauración inglesa, y la crítica considera previas a la novela moderna inglesa. La primera se asemeja más a un diario personal, la segunda es netamente una novela picaresca, con todas sus características, y la tercera es una feroz sátira de la humanidad con ecos que recuerdan a las sátiras de Luciano de Samósata. 
De hecho, y conscientes de su carácter pionero, en la década de 1740 aparecen las dos novelas consideradas como fundacionales de la literatura inglesa, a saber, Pamela (1740), de Samuel Richardson, y Tom Jones (1747), de Henry Fielding. La primera es, además, la primera novela epistolar, e influenciará profundamente la literatura europea del siglo XVIII, al destacar por sus retratos psicológicos, la propia forma epistolar (imitada hasta la saciedad en el siglo XVIII; entre los imitadores destacarían Julia o la nueva Eloísa de Rousseau, o Las penas del joven Werther de Goethe), y su carácter marcadamente moralizante.  En Pamela, su protagonista, Pamela, sirve como criada de un cierto Mr.B (nunca se da su nombre), que decide insinuarse a Pamela, pretendiendo que éste le preste sus favores a cambio de prerrogativas y regalos; Pamela no cede a ello, y ejerciendo una virtud supuestamente modélica acaba por ser premiada en ella: Mr.B queda prendado y le propone matrimonio, propiciando el ascenso social de Pamela, lo que es visto como un premio a su virtud. La fama de Pamela llegó a ser inmensa, y fue parodiada en numerosas ocasiones.
Uno de los parodiadores y detractores más destacados de Richardson fue el propio Henry Fielding, quien publicaría anónimamente Shamela en 1741 a modo de parodia directa de la misma; en ella, Fielding denunció el profundo rechazo que le producía la idea subyacente de Pamela, a saber, que si uno es virtuoso, será premiado. Para Fielding, eso conducía a un auténtico mercado de la virtud, cosa que rechaza frontalmente en Shamela, y, sobre todo, en Joseph Andrews, publicada en 1742. Esta novela trata sobre la vida del hermano de Pamela, y a juzgar de muchos críticos consigue superar a la Pamela de Richardson. En Joseph Andrews, Fielding continúa con la parodia de Pamela, pero de una forma más velada, al reclamar con ella la fundación de un nuevo género literario, la que llamaría épica-cómica en prosa, que en realidad se enmarca dentro del modelo cervantino de novela, del que Fielding bebe directamente (mantiene trama itinerante, personajes tipo,...). La segunda novela de Fielding, Tom Jones, se ha enmarcado dentro del género picaresco, aunque por sus características suele considerarse como uno de los primeros ejemplos de novela realista; se considera la obra maestra de Fielding, y una de las mejores novelas de la literatura universal. Siguiendo los preceptos establecidos en Joseph Andrews, Fielding desarrolla una trama compleja, y consistentemente alabada por su perfección formal (simetría,...), manejando un vasto abanico de personajes con los que perfila un soberbio retrato de la sociedad inglesa de su tiempo, desde las clases altas hasta los más desfavorecidos. La profundidad psicológica con que describe al personaje principal de la novela, Tom Jones (sus contradicciones, opiniones, su caída en las más bajas pasiones, sus intentos por enmendarse,...), es algo inédito en la novela dieciochesca, y coloca al mismo entre las creaciones literarias mejor logradas de la novela inglesa.
Otros tímidos intentos literarios de la época serían los de Samuel Johnson con su Rasselas, príncipe de Abisinia (1759), que pese a ser una novela, entronca plenamente con la novela de la Ilustración y se aleja de Fielding (a quien Johnson despreciaba profundamente) y de Richardson (que era amigo personal de Johnson). La novela, auténtico relato filosófico, trata sobre los desvelos de Rasselas para encontrar la felicidad, y las múltiples reflexiones que van surgiendo conforme examina, durante su búsqueda, los modos en que otros dicen ser felices. Ha sido comparada con Cándido de Voltaire, que se publicó el mismo mes que Rasselas. La influencia de Samuel Johnson, empero, no se relaciona con su Rasselas, sino con su labor como lexicógrafo y crítico literario. A raíz de la publicación del Diccionario de la Lengua Inglesa en 1754, Johnson se labró una fama como literato y crítico que no hizo sino crecer con sus publicaciones de ensayos, biografías, etc (que culminaron en las Vidas de los Poetas Ingleses), con las que delineó el gusto literario de toda una época. Su fama como crítico fue tal que se habla de una auténtica dictadura literaria por parte de Johnson; a partir de 1750, de hecho, y hasta su muerte en 1784, suele hablarse de La Era Johnson dentro de las letras inglesas.
Aparte de las últimas novelas de Fielding y Richardson (Amelia, 1751 y Sir Charles Grandisson, 1753 respectivamente), tras la muerte de ambos (1754 y 1761) el panorama novelístico queda relegado a nombres de segunda fila, hasta que se inicia la década de 1760. En ella aparecen otras varias figuras literarias de relevancia: el reverendo Laurence Sterne, el doctor Tobías Smollett, el doctor Oliver Goldsmith, y Horace Walpole. El primero, Sterne, es mundialmente conocido por su Tristram Shandy (1760), en la que, retomando aspectos temáticos de Fielding, crea una novela totalmente singular y novedosa, admirada por su audacia, originalidad, y humor; fue repudiado por Johnson con su famoso Nada extravagante perdura. Aunque Sterne influyó en escritores como Diderot o Goethe, la forma literaria de Tristram Shandy (carencia de argumento, de linealidad en la trama, libertad expresiva,...) la sitúan en un lugar aparte dentro de la tradición dieciochesca. Por su parte, Tobías Smollet, famoso por sus cruentas descripciones, daría un nuevo rumbo a la novela con Las aventuras de Roderick Random, novela picaresca de gran realismo. Oliver Goldsmith, muy valorado en su tiempo, y considerado a veces como la niña bonita de las letras inglesas, ofrece por su parte un cuidado retrato social en su El vicario de Wakefield, novela que relata las desventuras de dicho vicario y su familia, y que recupera de Johnson (amigo y consejero de Goldsmith) su afán por buscar la felicidad allí donde se esté. Finalmente, Horace Walpole crea en 1764 la novela gótica, al publicar El castillo de Otranto, novela con la que se considera se da comienzo al prerromanticismo.
Tras las sucesivas muertes de estas figuras, y con la muerte de Samuel Johnson en 1784, la tradición dieciochesca da paso al Romanticismo, iniciado por Walpole y que se desarrolla plenamente a finales del siglo XVIII con novelistas como Ann Radcliffe, Mary Wollstonecraft, William Godwin, Walter Scott,..., cuya obra continúa a principios del siglo XIX. Curiosamente, todos estos novelistas vivirán lo suficiente como para ver agotado el género romántico y gótico.
La principal novelista de finales de siglo que entronca directamente con la tradición anterior al Romanticismo es, a su manera, Jane Austen, que inicia su carrera literaria en 1798.

## Novela romántica
El periodo romántico vio el florecimiento de la novela inglesa. La novela romántica y la gótica están muy relacionadas; ambas imaginan fuerzas casi sobrenaturales que operan en la naturaleza o dirigen los destinos humanos. Horace Walpole, Mary Shelley, y Ann Radcliffe fueron figuras claves para la súbita popularidad de la novela gótica.

Aunque sin lugar a dudas, el novelista romántico por excelencia es sir Walter Scott, considerado por muchos críticos el padre de la novela histórica. Sus novelas escocesas acercaron el mundo escocés no solo al público inglés (al que estaban dirigidas), sino al resto del mundo -incluyendo los propios escoceses-.
Es igualmente importante reconocer, no obstante, el papel del lector contemporáneo en la historia de la novela inglesa. Durante años, las novelas se consideraros una lectura ligera, propia de jóvenes muchachas solteras. Las novelas escritas pensando en este público a menudo contenían fuertes instrucciones morales, y como otras obras anteriores en la literatura inglesa, intentaban proporcionar un ejemplo de la conducta correcta.

## Novela victoriana
La novela dominó la literatura inglesa durante la época victoriana. La mayor parte de las novelas victorianas eran largas y prolijas, con lenguaje intrincado, pero el rasgo predominante de la novela victoriana era su verosimilitud, esto es, su representación cercana a la vida social real de la época. Esta vida social estaba largamente informada por el desarrollo de la emergente clase media y las maneras y expectativas de esta clase, en oposición a las clases aristocráticas que dominaban épocas anteriores.
Por primera vez en la historia inglesa, las mujeres asumieron un papel central. La novela inglesa quedó definida, en gran medida, por las obras de Jane Austen, Charlotte Brontë, Elizabeth Gaskell, y George Eliot.
Esto no significa que la novela victoriana no fuera diversa; sí lo era, y de manera extraordinaria. Emily Brontë y Charles Dickens escribieron en estilos muy diferentes y trataron temas completamente distintos. Un elemento clave del estilo victoriano es el concepto de intrusión del autor y sus apelaciones al lector. Por ejemplo, el autor podía interrumpir su narración para pronunciarse sobre un personaje, o compadecerse de él, o alabar a otro, mientras más tarde parece exclamar "¡Querido lector!" e informar al lector o recordarle otro punto relevante.

## Novela en serie
La mayor parte de las novelas de la época victoriana se escribían en forma serial; esto es, aparecía un capítulo por cada número en periódicos o revistas (folletín). Así, la demanda era alta en cada nueva aparición de la novela para introducir un nuevo elemento, bien fuese un giro de la trama o un nuevo personaje, para mantener así el interés del lector. Durante este tiempo, a los autores se les pagaba por palabra, lo que acababa produciendo una prosa muy farragosa. En parte por esto, las novelas victorianas tienen numerosas tramas, y muchos personajes, que aparecen y desaparecen conforme dictan los acontecimientos.

## Autores famosos
| - Amis, Kingsley - Austen, Jane - Breem, Wallace - Brontë, Anne - Brontë, Charlotte - Brontë, Emily - Burgess, Anthony - Burney, Fanny, más tarde Madame D'Arblay - Butler, Samuel - Carroll, Lewis - Dickens, Charles - Christie, Agatha - Clark, Simon - Clarke, Arthur C. - Collins, Wilkie - Conan Doyle, Arthur - Conrad, Joseph - Cookson, Catherine - Defoe, Daniel - Eliot, George - Fielding, Henry - Forster, E.M. | - Forster, Margaret - Gaskell, Elizabeth - Golding, William - Goldsmith, Oliver - Hardy, Thomas - Huxley, Aldous - James, P. D. - Johnson, Samuel - Kipling, Rudyard - Kops, Bernard - Larkin, Philip - Lawrence, D.H. - Lessing, Doris - Mallory, Thomas - Mansfield, Katherine - Meredith, George - Moorcock, Michael - Murdoch, Iris - Oliphant, Margaret, conocida como Mrs Oliphant - Orwell, George - Osborne, John - Radcliffe, Anne - Reade, Charles - Richardson, Samuel | - Rowling, JK - Sackville-West, Vita - Scott, Walter - Shelley, Mary - Simth, Charlotte Turner - Shan, Darren - Sillitoe, Alan - Smollett, Tobias - Sterne, Laurence - Stevenson, Robert Louis - Stoker, Bram - Swift, Jonathan - Thackeray, William - Tolkien, John R. R. - Trollope, Anthony - Walpole, Horace - Ward, Mary, conocida como Mrs Humphry Ward - Wells, H.G. - Wilde, Oscar - Wollstonecraft, Mary - Woolf, Virginia - Wyndham, John |